# Chiesa di San Martino (Ponzana)
La chiesa di san Martino a Ponzana si trova nella frazione Ponzana e fa parte del comune di Casalino, in provincia e diocesi di Novara.

## Storia

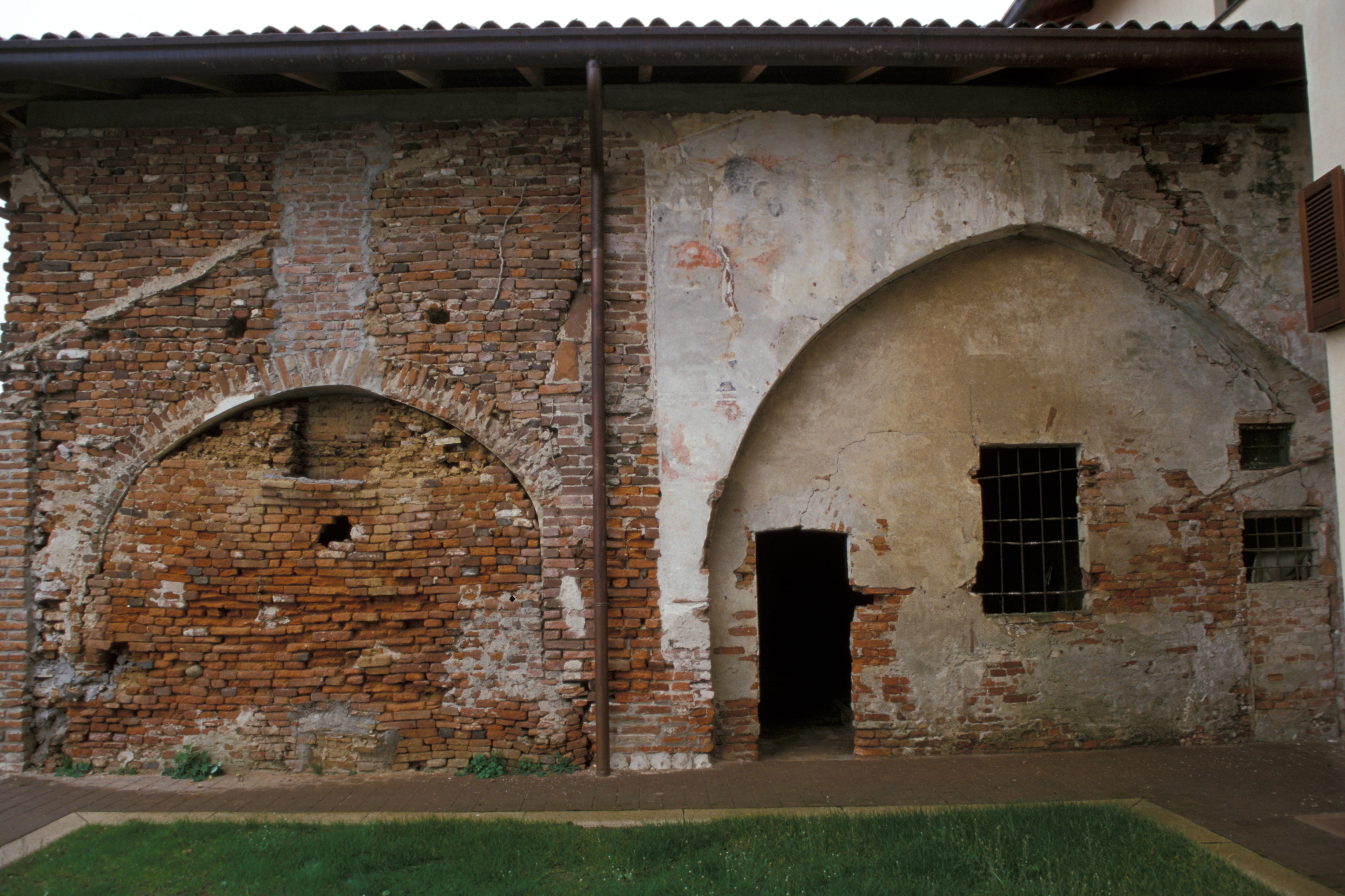
L'esterno della Chiesa prima dell'intervento di restauro

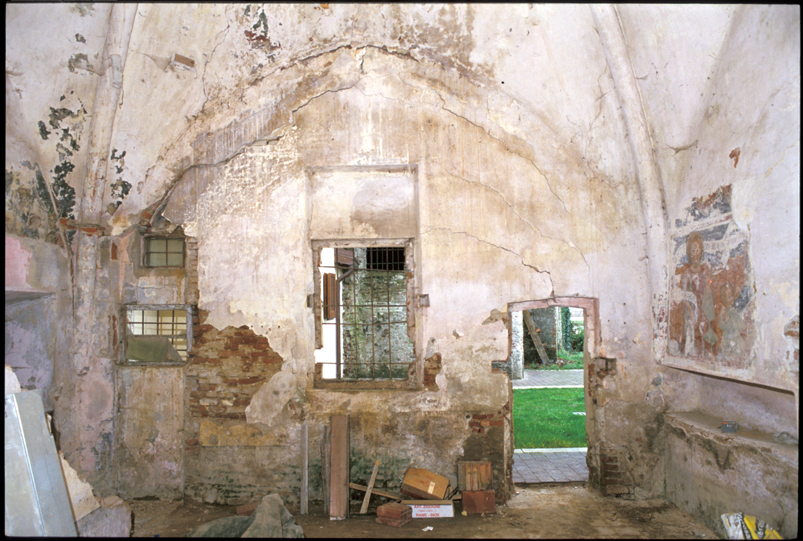
L'interno della chiesa come si presentavano gli affreschi prima che venissero recuperati durante il restauro

L'attuale chiesa di San Martino si è sviluppata nei secoli sulla base dell'antico complesso e consta attualmente di due vani comunicanti tra loro, posti a nord della casa ex parrocchiale. 
Gran parte del corpo della Chiesa antica corrisponde al piccolo cortile racchiuso dal muro posteriore della casa, le pareti dei due locali, parte del muro della sacrestia della chiesa settecentesca e una cinta di muro.
Nei secoli a seguire si sono verificati interventi architettonici sul complesso ecclesiastico citati nei documenti del 1617, nel 1652. Nel 1780 viene edificata la nuova chiesa dove una relazione del parroco Battistini, del 1792, elenca le tre chiese, che saranno poi descritte come casa parrocchiale nel 1819.
Il complesso subì ulteriori modifiche strutturali durante tutto il secolo: la sezione di facciata del San Martino vecchio dovette essere abbattuta per costruire la sacrestia della nuova chiesa parrocchiale.
Il presbiterio subì ulteriori cambiamenti di destinazione d'uso: diventò prima sala di abitazione, più tardi "camera ardente" (1879), poi ancora cucina, poi annesso rurale, legnaia-pollaio, (1987).
La vicenda del secondo vano pare più complessa e ricostruibile, oltre che dai documenti, dalle modifiche strutturali visibili: all'inizio rivestiva la funzione di sacrestia; poi venne inglobato nella chiesa aprendo un arco a sesto acuto verso la navata minore (oggi visibile dal cortiletto) ed un arco a sesto ribassato verso il presbiterio, con ulteriori interventi architettonici per adeguare l'ambiente.
Attualmente le diverse funzioni attribuite alla cappella di San Martino si possono leggere attraverso le tracce di stratificazione architettonica:
- L'attuale vano a sud è dunque il presbiterio della navata principale di San Martino vecchio; all'interno si nota sul lato sud una porta di collegamento con la casa Shalom; sul lato est due piccole finestre e una ampia rientranza; sul lato nord tracce di varie aperture; sul lato ovest la grande tamponatura dell'arco originario, in cui pure si aprono una porta e due finestre. All'interno sono visibile le tracce di alcune porte, mentre le due piccole finestre ad est devono risalire al periodo di utilizzo profano del locale. La grande rientranza è infatti quanto resta di un camino.
- Il lato nord mostra le tracce dei vari riutilizzi dei due vani: il muro ad ovest chiude l'arco del presbiterio; vi sono praticate una porta (verso nord) che dà accesso al cortiletto realizzato dove prima si innalzava il corpo della chiesa; una finestra più grande ed una finestra piccola, verso sud. Questa piccola finestra è propriamente rimasta dalla chiusura parziale di una porta che, da questa stanza, attraverso uno stretto passaggio coperto, conduceva nella sacrestia della nuova chiesa. Restano infatti, nell'esterno della parete posteriore della casa, le tracce dell'inserzione della copertura in laterizi.

## Restauro

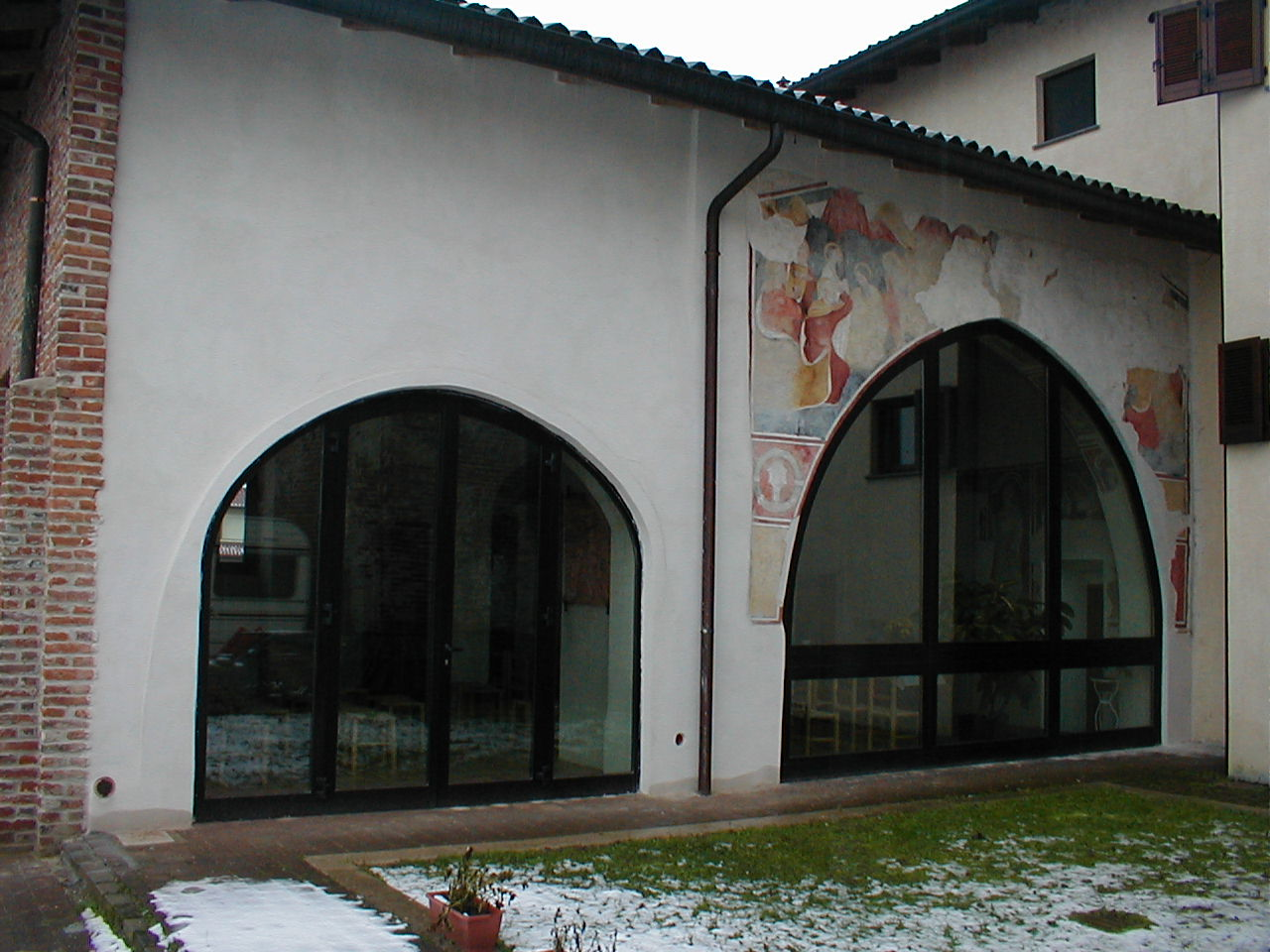
L'esterno della Chiesa in seguito al restauro

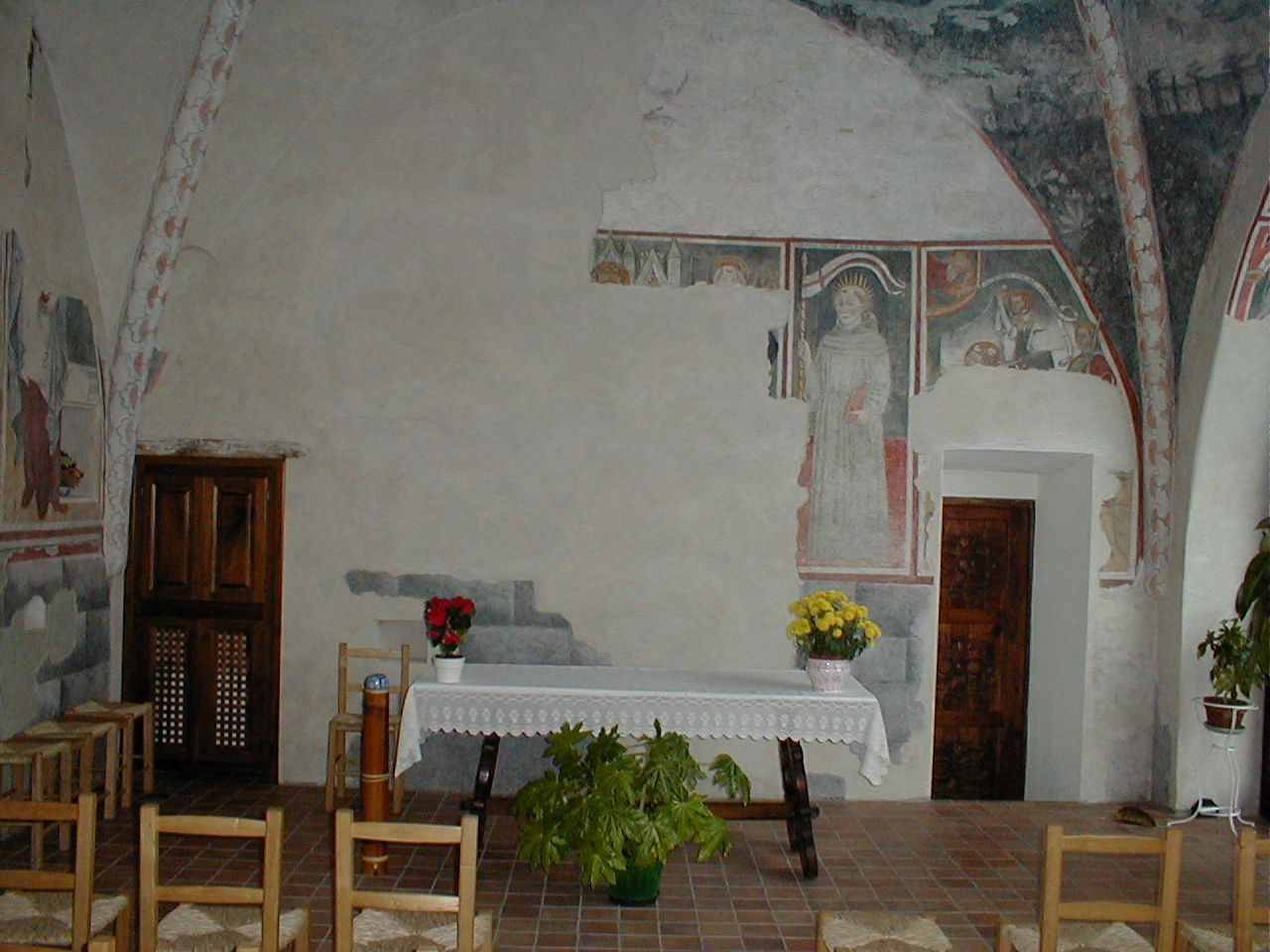
L'interno della Chiesa restaurato

La chiesa di San Martino è stata oggetto di opere di consolidamento e restauro conservativo nel 2006; l'intervento ha interessato parte dell'esterno e il totale recupero dell'interno della Cappella.
La cappella presentava sui tre muri il problema delle apposizioni frutto di una stratificazione che ha visto l'utilizzo in tempi distinti dei due ambienti. 
Attualmente si può notare come siano stati effettuati interventi mirati sulla muratura, gli intonaci risultino puliti, mentre all'interno sono stati restaurati gli affreschi. Le aperture verso il cortile sono oggi valorizzati con due grandi vetrate.
All'interno si può notare come la pavimentazione sia stata oggetto della posa di un cotto avente forma quadrata e conforme con quella originale.